# 科学びっくりビジョン
『科学びっくりビジョン』（かがくびっくりビジョン）は、1985年10月10日から1986年3月27日までNHK総合で放送された科学系教養番組である。

## 基礎情報
- 放送時間：木曜 18:00 - 18:30
- リポーター：西村宗、ヒサクニヒコ、古川タク

## 放送リスト
| 放送日         | メインテーマ                 | サブテーマ                       | サブテーマ                     |
| -------------- | ---------------------------- | -------------------------------- | ------------------------------ |
| 1985年10月10日 | 2本足で歩く犬の秘密          | 南極・氷の滑走路                 | 動きだけとらえるスーパーテレビ |
| 1985年10月17日 | ペットもヨガをする!          | ドロを使った治療法               | 耳のポッチの秘密               |
| 1985年10月24日 | 鉄筋コンクリートも切る水     | シャチの赤ちゃん誕生             | 都会の地下をさぐる             |
| 1985年10月31日 | 中国・4000万の地下住居       | 輝きで車の動きを測る             | 骨折した競走馬                 |
| 1985年11月7日  | 体にフィット!不思議金属      | ゴリラとペットのネコ             | レーザーで歯の治療             |
| 1985年11月14日 | すい星接近で恐竜は亡んだ?    | ふしぎ!ガラスが電気を通した      | メキシコ地震大災害の謎         |
| 1985年11月28日 | 変身!ズワイガニの殻          | 氷との闘い                       | あなたもハレーすい星が撮れる   |
| 1985年12月5日  | せとものでバネもできる       | 実験!コウモリの超音波            | 病原菌で大量促成栽培           |
| 1985年12月12日 | 木からアルコールができる     | 紙の彫刻                         | 幻のイタチ見つかる             |
| 1985年12月19日 | 氷の赤外線をつかまえた       | ヨットの帆をコンピューターで設計 | 放射線に強いマウス             |
| 1986年1月9日   | 気分はパイロット             | 古代の色化粧品に再現             | 手づくり望遠鏡でハレー追跡     |
| 1986年1月16日  | 太平洋の島日本に接近         | 最新スキーヘルメット             | 水素で走る自動車               |
| 1986年1月23日  | 噴火!新しい国土誕生か        | 空中衝突防止システム             | 発明くふう日本一               |
| 1986年1月30日  | 現代建築・こわしのテクニック | オランウータンの「自然」教育     | 小さなキズを見逃すな           |
| 1986年2月6日   | スキー板はハイテクがいっぱい | ボイジャー2号天王星に接近        | ハイスピードスキーウエアの秘密 |
| 1986年2月13日  | 再現!噴火で埋まった古代村    | 新型卵割り器                     | 作業ロボット登場               |
| 1986年2月20日  | 野球場に巨大屋根ができる     | 超音波で動物の健康診断           | 言葉を肌で聞く                 |
| 1986年2月27日  | 管内ロボット大活躍           | 本場スイスのチョコづくり         | レーザーで道路診断             |
| 1986年3月6日   | バクテリアに磁石があった!    | 馬のひく列車                     | 金属の中が見える               |
| 1986年3月20日  | ハイテク最前線（総集編）     | ハイテク最前線（総集編）         | ハイテク最前線（総集編）       |
| 1986年3月27日  | ハイテク最前線（総集編）     | ハイテク最前線（総集編）         | ハイテク最前線（総集編）       |